# Christelle Nana Tchoudjang
Christelle Nana Tchoudjang (née le 7 juillet 1989) est une joueuse camerounaise de volley-ball féminin. Elle est membre de l'équipe du Cameroun de volley-ball féminin.

## Carrière

### Carrière en sélection
Elle fait partie de l'équipe nationale du Cameroun au Championnat du monde de volley-ball féminin 2014 en Italie et aux Jeux olympiques de 2016 à Rio de Janeiro,. Elle remporte la médaille d'or lors du Championnat d'Afrique de volley-ball féminin 2017. Elle participe ensuite avec son équipe au Championnat du monde féminin de volley-ball 2018,. Elle remporte la médaille d'argent des Jeux africains de 2019 puis l'or au Championnat d'Afrique féminin de volley-ball 2019 et au Championnat d'Afrique féminin de volley-ball 2021. Capitaine de l'équipe nationale féminine de volley-ball, elle prend sa retraite internationale en 2022.

### Carrière en clubs
| Club                   | De        | À         |
| ---------------------- | --------- | --------- |
| VBC Chamalières        | 2010-2011 | 2020-2021 |
| Marcq Volley           | 2021-2022 | 2021-2022 |
| Volley Mulhouse Alsace | 2022-2023 | …         |

## Galerie

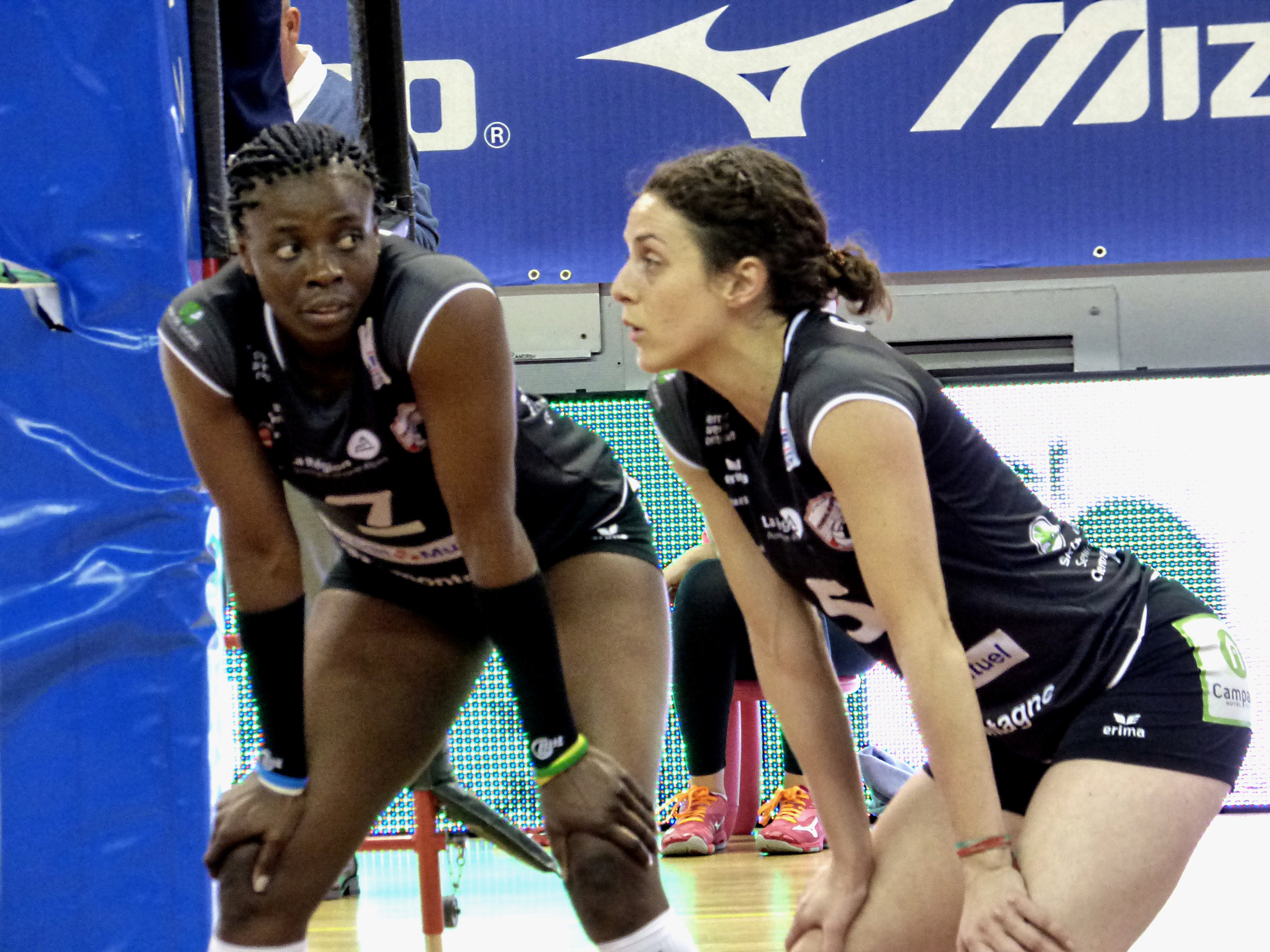
Avec Chamalières aux côtés de Kathleen Gates (décembre 2019).

## Palmarès
- Médaille d'or au Championnat d'Afrique 2017, 2019 et 2021
- Médaille d'argent aux Jeux africains de 2019.

- Championnat de France :
  - Finaliste : 2023.

- Coupe de France (1) :
  - Vainqueur en 2025.

## Distinctions individuelles
- Meilleure attaquante au Championnat d'Afrique de volley-ball féminin 2013
- Meilleure réceptionneuse du Championnat d'Afrique féminin de volley-ball 2019[10]
- Meilleure joueuse du Championnat d'Afrique féminin de volley-ball 2021[8]